# Sông Rạch Sỏi
Sông Rạch Sỏi (tên khác: Kênh Rạch Sỏi-Vàm Cống) là một con sông đổ ra Vịnh Thái Lan. Sông có chiều dài 60 km và diện tích lưu vực là km². Sông Rạch Sỏi chảy qua các tỉnh Kiên Giang, An Giang, Cần Thơ.